# Grodziczno
Grodziczno (o gmina Grodziczno) è un comune rurale polacco del distretto di Nowe Miasto Lubawskie, nel voivodato della Varmia-Masuria.
Ricopre una superficie di 154,27 km² e nel 2022 contava 5 913 abitanti.

## Geografia fisica
Il comune rurale di Grodziczno è un'unità autonoma nella parte sudoccidentale del voivodato di Varmia-Masuria. Fa parte del distretto di Nowe Miasto Lubawskie. Confina con i comuni locali di Kurzętnik e Nowe Miasto Lubawskie (comune rurale), nonché con il comune di Lubawa (distretto di Iława), i comuni di Lidzbark e Rybno (distretto di Działdowo) e il comune di Brzozie (distretto di Brodnica, voivodato della Cuiavia-Pomerania).
Il territorio del comune presenta un tipico paesaggio lacustre. In termini di geografia fisica, appartiene alla regione di Garb Lubawski. Il piccolo numero di grandi laghi (lago Kiełpińskie, lago Hartowieckie, lago Zwiniarz) è compensato dall'abbondanza di piccoli bacini idrici e di preziose torbiere. Il tesoro naturale che definisce le condizioni naturali del comune è il fiume Wel e la sua profonda valle. La copertura del suolo è dominata da terreni agricoli. La superficie forestale è del 17,2%.

## Storia
Dopo che la Repubblica di Polonia riacquistò l'indipendenza nel gennaio 1920, il territorio del comune di Grodziczno fu trasferito al distretto polacco di Lubawa. 
Negli anni (1945-1950) il comune fu incorporato nel voivodato della Pomerania con sede a Bydgoszcz. Nel 1950 il distretto di Nowe Miasto Lubawskie e il territorio del comune di Grodziczno furono incorporati nel voivodato di Olsztyn. La riforma amministrativa del 1975 portò un altro cambiamento: Il territorio del comune divenne parte del nuovo voivodato di Toruń. Dal 1 gennaio 1999 il comune di Grodziczno si trova nel voivodato della Varmia-Masuria.

## Gmina Grodziczno
Grodziczno è il capoluogo di una gmina (comune) ai sensi del diritto amministrativo polacco. I seguenti frazioni rurali (villaggi e insediamenti) appartengono al comune di Grodziczno:
| - Boleszyn - Grodziczno - Jakubkowo - Katlewo - Kowaliki - Kuligi | - Linowiec - Lorki - Montowo - Mroczenko - Mroczno - Nowe Grodziczno | - Ostaszewo - Rynek - Trzcin - Zajączkowo - Zwiniarz - Świniarc |

## Infrastrutture e trasporti
- Il comune è attraversato dalle strade provinciali 538 (A1 Grudziądz) Łasin – Rozdroże (S7 Nidzica) e 541 Lubawa – Lidzbark – Dobrzyń nad Wisłą.[3]
- La linea ferroviaria Danzica – Varsavia attraversa il comune con fermate a Montowo e Zajączkowo (Lubawskie).[3]
- L'aeroporto più vicino è l'Aeroporto della Masuria di Szczytno-Szymany.